# Приене
Приене (на старогръцки език Πριήνη) е древногръцки полис от Йония, намирал се на устието на река Меандър. Руините на Приене, добре запазени, са разположени на територията на село Samum Kalesi в провинция Айдън в Турция.

## История
Според митологията градът е основан от Епитос, син на Нелей, и населен по-късно от тиванци по инициатива на Филотас, за това приенците се считат за произхождащи от Елида, Ахая.
Според легендата един млад приенец бил йерофант или „цар на жертвеника“. Градът се превръща във важен религиозен център, свързан с Панйонион, общо йонийско светилище, посветено на Посейдон Хеликониос, разположен на склоновете на планината Микале на няколко километра от града. Имало също така и храм, посветен на Атина и Деметра.
Градът е завзет от лидийците около 631 пр. Хр. и персите в 546 г. пр. Хр. Участвал е в бунта на йонийските градове срещу персите, който води до Гръко-персийските войни. През 450 г. пр. Хр. градът се присъединява към Делоския морски съюз и остава под влиянието на Атина до средата на IV век пр. Хр. Откритият конфликт с град Самос приключва през 442 г. пр.н.е. благодарение на тази лига.
През елинистичния период Мала Азия е завладяна от Александър Велики и започва период на освобождаване на града от персийското влияние. През 334 г. пр.н.е. Александър пристига в Приене, където принася жертва в храма на Атина, докато обсажда град Милет, разположен недалеч. След смъртта на Александър Приене попада последователно под влиянието на диадохите Птолемеи, Селевкиди и царството на Пергам (Аталиди).

## Хора, свързани с града
Приене е родното място на Мирон, историк от 3 век пр. Хр., автор на историята за Месенските войни; на Питеос, архитект и скулптор от 4 век пр. Хр., както и на Биас, философ, адвокат и държавник от 6 век пр.н.е., често цитиран в списъците на седемте мъдреци на Гърция.
Архелай от Приене (на старогръцки Ἀρχέλαος Πριηνεὐς) е гръцки скулптор от втората половина на 3 или от 2 век пр. Хр.
Хермоген от Приене е архитект на храм на Артемида в Магнезия на Меандър, който на теория и практика предефинира принципите на изграждане на йонийския храм през II век пр. Хр. 

## Археологически разкопки
Руините, разпространени в последователни тераси, са обект на английски мисии от Дружеството на дилетантите през 1765 и 1868 г. Немският археолог Теодор Виеганд провежда разкопки (1895 – 1899) за Берлинския музей. Градът, пресъздаден на ново място през 4 в. пр. Хр., е построен с правоъгълен план, като шахматна дъска. Стръмната зона е с южно изложение и акрополът доминира почти над 200 m. Градът е заобиколен от стена с дебелина 2 м, с кули на равни интервали и три основни порти.
На по-ниските склонове на акропола е светилището на Деметра. Градът има 6 основни улици широки около 6 m, с ос изток-запад, както и 15 прави и равномерно разположени улици, широки около 3 метра, определящи около 80 блока (insulae),
Къщите са разделени по осем във всяка инсула. Водоснабдителната и отводнителните системи са лесно различими. Къщите са с много прилики с най-старите открити вили в Помпей
В западната част на града, разположен върху голяма тераса на север от главния път и достъпен по красиво стълбище, се намира храмът на Атена Полиас, с хексастил и периптер с йонийски капители. Той е построен от Питеос от Приене, архитект на Мавзолея в Халикарнас. Под основата на статуята на Атена през 1870 г. са открити тетрадрахми от сребро от Ороферн, както и бижута, вероятно скрити по време на нападението от царя на Кападокия.
Около агората, пресечена от главната улица, са разпределени общинските сгради: булевтерионът и пританеонът са на север от агората, малко по̀ на север са открити гимназион с римски бани и елинистически театър. Разкрити са и храмове на Изида и Асклепий. В най-ниската точка, от вътрешната страна на стените, на юг, е бил големият стадион, свързан с елинистически гимназион.